# Envie de vivre
"Envie de vivre" ("O desejo de viver") foi a canção que representou a Bélgica no Festival Eurovisão da Canção 2000 que se disputou em Estocolmo.
A referida canção foi interpretada em francês por Nathalie Sorce. Foi a décima canção a ser interpretada na noite do festival, a seguir à canção da Rússia "Solo", interpretada por Alsou e antes da canção de Chipre "Nomiza", interpretada pela banda Voice. Terminou a competição em 24.º e último lugar, tendo recebido apenas 2 pontos. Devido à fraca classificação, a Bélgica não participou no ano seguinte, regressando em 2002, com Sergio & The Ladies que interpretaram a canção "Sister".

## Autores
- Letrista: Silvio Pezzuto
- Compositor: Silvio Pezzuto

## Letra
A canção é uma balada, na qual Sorce canta sobre o desejo de viver e o poder que isso que isso tem, se bem que ela aponte as dificuldades de viver num mundo sem amor.

## Outras versões
Sorce lançou uma versão instrumental da canção.